# Zygodon papillatus
Zygodon papillatus là một loài rêu trong họ Orthotrichaceae. Loài này được Mont. mô tả khoa học đầu tiên năm 1845.